# Ülenurme (commune)
Ülenurme (en estonien : Ülenurme vald) est une municipalité rurale du Comté de Tartu à l'est de l'Estonie. Elle s'étend sur 86,3 km2. Sa population s'élève à 6 345 habitants au 1er janvier 2012.

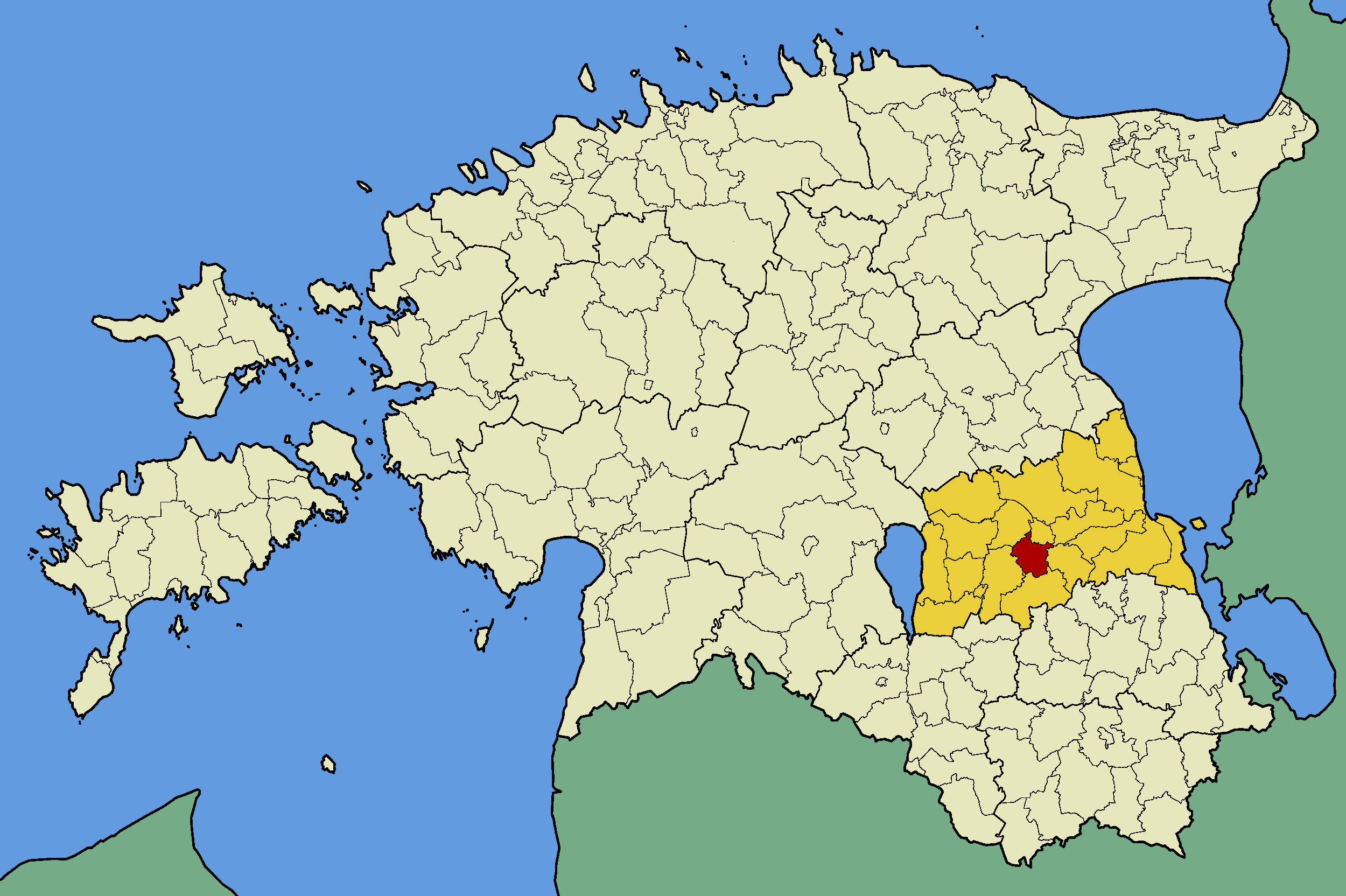
Commune de Ülenurme (en rouge) dans le Comté de Tartu (en jaune).

## Municipalité
La commune comprend 4 petits bourgs et 10 villages :

### Bourgs
Külitse - Räni - Tõrvandi - Ülenurme

### Villages
Laane - Lemmatsi - Lepiku - Läti - Reola - Soinaste - Soosilla - Täsvere - Uhti - Õssu